# 海内尔斯多夫
海内尔斯多夫是奥地利施蒂利亚州菲尔斯滕费尔德县的一个市镇。总面积17.32平方公里，总人口685人，人口密度39.5人/平方公里（2001年）。